# Evanthia Makrygianni
Evanthia Makrygianni –en griego, Ευανθία Μακρυγιάννη– (Volos, 30 de agosto de 1986) es una deportista griega que compitió en natación sincronizada. Ganó dos medallas de bronce en el Campeonato Europeo de Natación, en los años 2004 y 2006.

## Palmarés internacional
| Campeonato Europeo | Campeonato Europeo | Campeonato Europeo | Campeonato Europeo |
| Año                | Lugar              | Medalla            | Prueba             |
| ------------------ | ------------------ | ------------------ | ------------------ |
| 2004               | Madrid (España)    | Medalla de bronce  | Combinación libre  |
| 2006               | Budapest (Hungría) | Medalla de bronce  | Dúo                |